# 合作街站
合作街站位于辽宁省沈阳市大东区，是沈阳地铁4号线和10号线的车站，于2020年4月29日随十号线开通而启用，并于2023年9月29日随4号线开通成为换乘车站。
车站建设时期曾用名“北大营街站”（该名称为北海街以北的道路名称，“北大营”三字源于前东北军的北大营），后改为以北海街以南的道路“合作街”为名。

## 车站结构

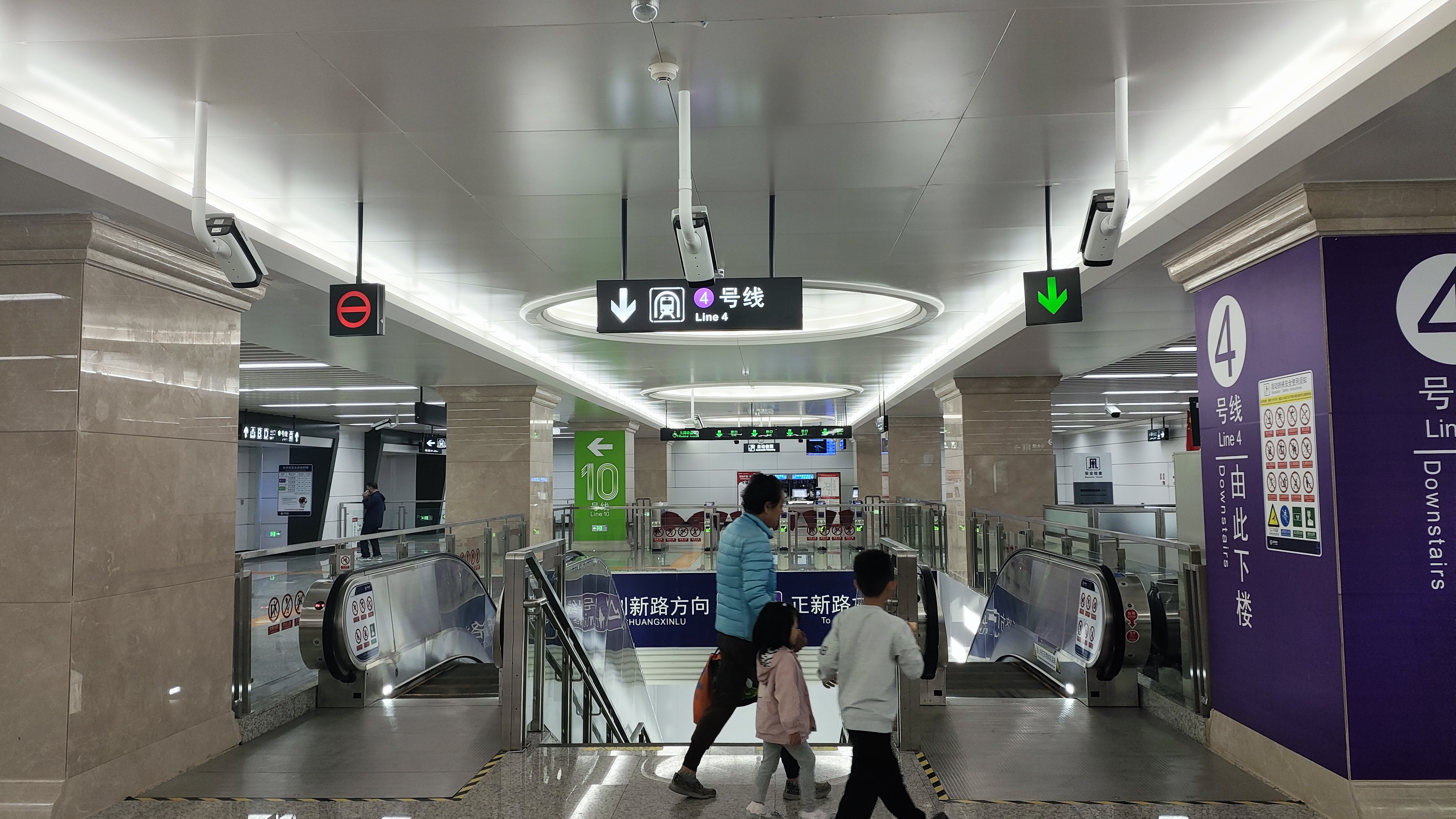
本站4号线站厅层

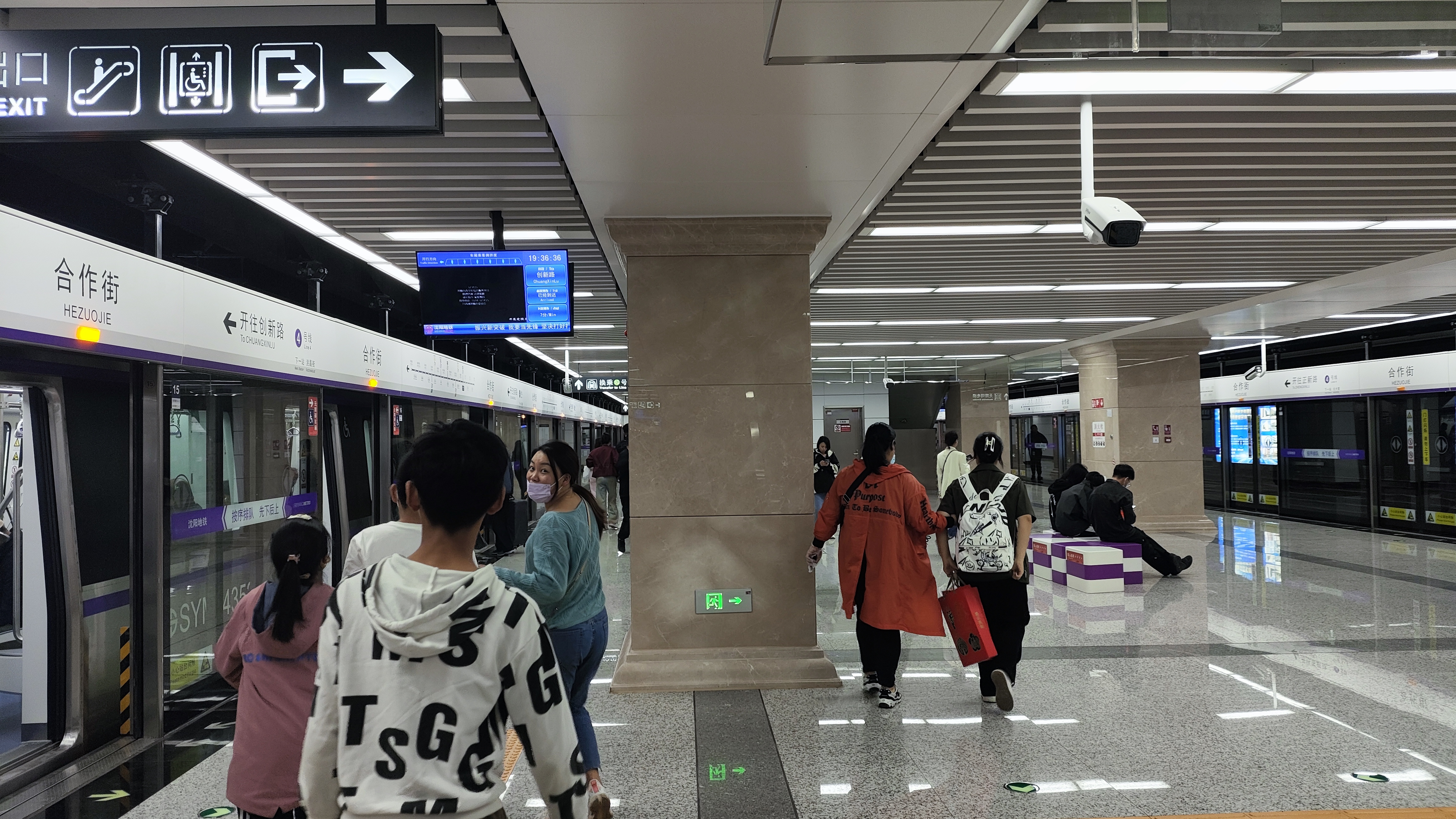
本站4号线站台层，与10号线设计近似

本站主体结构位于大东区北海街与合作街交叉路口地下，十号线车站沿北海街大致呈东西走向布置，四号线主体沿合作街设大致呈南北走向布置，呈L型相交，共设5个出入口，其中4号线车站设置3个出入口，10号线车站设置2个出入口。车站形式为地下双层岛式车站，地下一层为站厅层，地下二层为站台层，站台均设有高站台门，4号线站台位于10号线下方。
四号线站台尾部设有楼梯连接十号线站台，四号线换乘十号线的乘客可使用通道上楼完成换乘，十号线换乘四号线的乘客则需要经由站厅换乘。

### 站台配置
本站的两组站台均以岛式站台的形式排列，列车将开启前进方向的左侧车门。

### 车站楼层
|                   |  | █ 10号线往丁香湖（北塔）       |
| 島式 · 開左邊车门 |  |                                |
|                   |  | █ 10号线往张沙布（东北大马路） |

|                   |  | █ 4号线往正新路（北大营） |
| 島式 · 開左邊车门 |  |                           |
|                   |  | █ 4号线往创新路（洮昌街） |

### 车站出口
本站共设置5个出入口。
其中10号线站厅设置B及D两个出入口，B出入口设置在北海街南侧，与地铁商业开发结合布置，朝向西；D出入口设置在北海街与合作街交叉路口的西北角，沿合作街南北向布置，朝向北，B出入口处设置无障碍电梯（但因地块施工进度暂未开放)。
4号线站厅设置3个出入口，其中E出入口设置在北海街与合作街交叉路口西南角，与地铁商业开发结合布置并嵌入楼体，朝向东；F出入口设置在合作街西侧，沿合作街南北向布置，朝向南；G出入口设置在合作街东侧，沿合作街南北向布置，朝向南，并在F出入口处设置无障碍电梯。
由于本站十号线站厅临近沈阳市胸科医院，故十号线列车在到达本站的报站之中附有“去往沈阳市胸科医院的乘客，请在本站下车”的提示。
| 出口编号   | 出口指示                  | 建议前往的目的地                           | 照片 |
| ---------- | ------------------------- | ------------------------------------------ | ---- |
| 10号线站厅 |                           |                                            |      |
| 出口 · B   | 北洮昌街 路东 北海街 路南 | 北海街、旭升社区、中南上悦城（在建）       |      |
| 出口 · D   | 合作街 路西               | 北海街、沈阳市胸科医院、合作新村、鸿泽馨苑 |      |
| 4号线站厅  |                           |                                            |      |
| 出口 · E   | 北海街 路南               | 北海街、思和苑、北海嘉园                   |      |
| 出口 · F   | 合作街 路西               | 合作街西侧、辽沈三校、老瓜堡小学           |      |
| 出口 · G   | 合作街 路东               | 合作街东侧、旭升小区                       |      |

## 利用状况
本站位于北海街与合作街的交汇口，周边居民区较多，为本站带来大批客流。同时，沈阳市胸科医院位于本站旁，因此部分前往该院就诊的乘客也会选择乘坐地铁前往。四号线开通后，本站成为十号线与四号线的换乘站，便于乘客往来大东区及沈河区、和平区各地，本站客流得到进一步上升。

## 接驳交通
| 合作街地铁站（站位位于合作街，北海街北侧，D出入口出站即是） \| 编号 \| 编号 \| 线路 \| 线路 \| 线路 \| 收费 \| 运营商 \| 备注 \| \| ---- \| ---- \| -------------- \| ---- \| -------------- \| ---- \| ------------ \| ---- \| \| \| 259 \| 榆林南路柳林街 \| ⇆ \| 文萃路丰乐一街 \| 2元 \| 地铁巴士南区 \| \| |      |                |      |                |      |              |      |
| 编号 | 编号 | 线路           | 线路 | 线路           | 收费 | 运营商       | 备注 |
| | 259  | 榆林南路柳林街 | ⇆    | 文萃路丰乐一街 | 2元  | 地铁巴士南区 |      |

| 编号 | 编号 | 线路           | 线路 | 线路           | 收费 | 运营商       | 备注 |
| ---- | ---- | -------------- | ---- | -------------- | ---- | ------------ | ---- |
|      | 259  | 榆林南路柳林街 | ⇆    | 文萃路丰乐一街 | 2元  | 地铁巴士南区 |      |

| 编号 | 编号 | 线路           | 线路 | 线路           | 收费 | 运营商       | 备注                                               |
| ---- | ---- | -------------- | ---- | -------------- | ---- | ------------ | -------------------------------------------------- |
|      | 127  | 青山路怒江西街 | ⇆    | 龙之梦亚太城   | 2元  | 地铁公交     |                                                    |
|      | 159  | 山水文园       | ⇆    | 北站北广场     | 2元  | 客运一分     | 原 331 定时班车                                    |
|      | 178  | 郭七           | ⇆    | 北海街联合路北 | 2元  | 沈北巴士     |                                                    |
|      | 213  | 盛京大剧院     | ⇆    | 省实验中学     | 2元  | 地铁巴士南区 |                                                    |
|      | 245  | 金山小区       | ⇆    | 万柳塘路文化路 | 2元  | 地铁公交     |                                                    |
|      | 271  | 炮兵学院       | ⇆    | 沈阳站         | 2元  | 客运一分     | 由沈阳站前往榆树屯至炮兵学院沿途各站需在榆树屯换乘 |
|      | 298  | 东机正门       | ⇆    | 大什字街大东路 | 2元  | 康龙巴士     |                                                    |

|-

## 历史
- 2020年4月29日 - 本站随10号线开通启用。
- 2023年9月29日 - 本站4号线站台及站厅启用。